# Бэйпяо
Бэйпя́о (кит. упр. 北票, пиньинь Běipiào) — городской уезд городского округа Чаоян (КНР).

## Археология
В 1999 году в районе Бэйпяо были обнаружены останки ранее неизвестного вида динозавров, который получил название Бэйпяозавр.

## История
В начале XX века в этих местах был обнаружен каменный уголь. Когда об этом было доложено властям, то он в 1907 году здесь были созданы четыре шахты. Так как эти места находились к северу от Чаояна, то их назвали «Бэй сы пяо» (北四票) — «Северные четыре шахты», что впоследствии сократилось до «Бэйпяо».
Изначально эти места входили в состав уезда Чаоян. После того, как в 1933 году эти земли оказались в составе марионеточного государства Маньчжоу-го, здесь в 1940 году был образован хошун Тумэд-Чжунци (土默特中旗), включённый в состав провинции Цзиньчжоу. После окончания Второй мировой войны и ликвидации Маньчжоу-го было восстановлено довоенное административное деление.
В 1946 году во время гражданской войны эти земли перешли под контроль коммунистов, и на этой территории был образован уезд Бэйпяо, который после образования КНР вошёл в состав провинции Жэхэ.  В 1955 году провинция Жэхэ была ликвидирована и уезд вошёл в состав Специального района Цзиньчжоу (锦州专区) провинции Ляонин.  В 1958 году Специальный район Цзиньчжоу был расформирован, и уезд перешёл под юрисдикцию властей города Чаоян. В 1964 году был образован Специальный район Чаоян (朝阳专区), и уезд вошёл в его состав. В 1970 году Специальный район Чаоян был переименован в Округ Чаоян (朝阳地区).
Постановлением Госсовета КНР от 30 июня 1984 года округ Чаоян был расформирован, а вместо него был образован городской округ Чаоян. В 1985 году уезд Бэйпяо был преобразован в городской уезд.

## Административное деление
Городской уезд Бэйпяо делится на 7 уличных комитетов, 12 посёлка, 13 волости и 2 национальные волости.

## Соседние административные единицы
Городской уезд Бэйпяо граничит со следующими административными единицами:
- Районы Шуанта и Лунчэн, уезд Чаоян (на юго-западе)
- Городской округ Фусинь (на северо-востоке)
- Автономный район Внутренняя Монголия (на северо-западе)

## Экономика
Основу экономики Бэйпяо составляет добыча каменного угля.